# 影子海崖
71°57′S 167°38′E / 71.950°S 167.633°E
影子海崖（英語：Shadow Bluff）是南極洲的海崖，位於維多利亞地的博克格雷溫克海岸，處於塔克冰川和利安得冰川匯流處，由新西蘭探險隊命名。